# Bart Hofman
Bartheld (Bart) Hofman (Goor, 7 augustus 1921 – West-Terschelling, 2 mei 2019) was een Nederlands politicus.
Hofman was arts en milieudeskundige, die vijf jaar voor de VVD in de Eerste Kamer zat. Hij was de zoon van een schoolhoofd uit Twente. Hij werkte onder meer bij een ziekenhuis in de Verenigde Staten en was hoofd van het poliomyelitis-laboratorium van het Rijksinstituut voor Volksgezondheid en Milieu (RIVM). Nadien was hij dertien jaar gedeputeerde van Utrecht. Hij was woordvoerder milieu en volksgezondheid van de VVD-Eerste Kamerfractie.
- Parlement.com: vg09llnqryzr